# Euphorbia oxyphylla
Euphorbia oxyphylla  (лат.) — вид двудольных растений рода Молочай (Euphorbia) семейства Молочайные (Euphorbiaceae). Впервые описан швейцарским ботаником Пьером Эдмоном Буассье в 1866 году.

## Распространение и среда обитания
Ареал охватывает западную и центральную части Пиренейского полуострова (территория Португалии и Испании).
Растёт на скалистых местах, среди других растений в горных зарослях.

## Ботаническое описание
Гемикриптофит.
Травянистое растение или полукустарник.
Листья линейные либо эллиптические до обратноланцетовидных или ланцетовидных в очертании, с цельным или мелкозубчатым или мелкогородчатым краем.
Соцветия — циатии, прицветники свободные.
Плод — гладкая коробочка; семена с неровной орнаментированной поверхностью.
Цветёт с апреля по май.

## Значение
Информации об использовании растения нет. Как и ряд видов молочая, Euphorbia oxyphylla может обладать слабительными и отхаркивающими свойствами.

## Природоохранная ситуация
Находится под особым наблюдением (статус «D») в испанском регионе Эстремадура.

## Синонимы
Синонимичные названия:
- Euphorbia broteri Daveau
- Tithymalus broteri (Daveau) Soják